# Creative Market
Creative Market是一个提供设计资源的在线市场，主要销售WordPress主题、商业摄影等数字商品供他人使用，其名意为“创造力十足的市场”。Creative Market共有超过一百万名用户和超过25万件商品，于2012年在加州旧金山成立由Aaron Epstein、Chris Williams和Darius A. Monsef IV创立。
Creative Market共经过了500 Startups、Y Combinator (公司)、CrunchFund、SV Angel和亞歷克西斯·瓦尼安等创投者的投资。2014年2月，Creative Market被美国跨国软件公司欧特克收购，收购价目不明。

## 发展历史
Creative Market于2012年在加州旧金山成立由Aaron Epstein、Chris Williams和Darius A. Monsef IV创立。Aaron Epstein、Chris Williams和Darius A. Monsef IV是一所受Y Combinator支持的社交网络服务COLOURlovers的联合创始人。3位创始人认为COLOURlovers需要一个市场来帮助其社区成员进行数字商品的贸易，因此创立了Creative Market。

## 竞争对手
- Envato（英语：Envato）
- iStock
- Shutterstock